# Municipalità di Roxby Downs
La municipalità di Roxby Downs è una Local Government Area che si trova in Australia Meridionale. Essa si estende su una superficie di 110 chilometri quadrati e ha una popolazione di 4.484 abitanti. La sede del consiglio si trova a Roxby Downs.